# Alekseï Konsovski
Pour les articles homonymes, voir Konsovski.
Alekseï Anatolevich Konsovski (en russe : Алексей Анатольевич Консо́вский), né à Moscou (alors dans l'Empire russe) le 15 janvier 1912 (28 janvier 1912 dans le calendrier grégorien) et mort dans cette ville le 20 juillet 1991, est un acteur soviétique.

## Biographie
Alekseï Konsovski naît à Moscou le 28 janvier 1912. Lors des Grandes Purges, son frère Dmitri (1907-1938), également acteur, est arrêté par les agents du NKVD sur le tournage du film Jeune Homme sévère d'Abram Room. Il ne retournera plus auprès de sa famille, fusillé selon certaines sources, mort en prison selon d'autres. 
Alekseï Konsovski sort diplômé de l'école d'art dramatique Vsevolod Meyerhold en 1933, puis, joue dans son théâtre jusqu'en 1935.
En 1935-1936, il est acteur de la troupe de Nikolaï Khmeliov, en 1937-1938,  acteur du théâtre de la jeunesse ouvrière de Moscou, puis en 1938-1939, acteur du théâtre de la comédie de Leningrad, en 1940-1943, il travaille aux Soyuzdetfilm organisé au sein du Mejrabpomfilm qui réalisait les films pour les enfants et la jeunesse, en 1943-1950 et en 1953-1986, acteur du théâtre Mossovet, en 1950-1953, acteur du  théâtre dramatique Maria-Iermolova.
Artiste émérite de la RSFSR en 1964, il est nommé artiste du peuple de la RSFSR en 1976. Il est lauréat du prix frères Vassiliev en 1966, pour le travail de narration dans les films documentaires Manuscrits de Lénine (1960), Bannière du Parti (1961) et Lénine. Les dernières pages (1963).
Mort à Moscou le 20 juillet 1991, Alekseï Konsovski est enterré à Moscou au cimetière Vagankovo.

## Filmographie partielle

### Au cinéma
- 1936 : La Dernière Nuit (Poslednyaya noch) de Youli Raizman : Kouzma Zakharkine
- 1936 : Père et Fils (Otets i syn) de Margarita Barskaïa : Semetchkine
- 1938 : Soldats du marais : Frantz
- 1939 : La Famille Oppenheim (Semia Oppengeym) de Grigori Rochal : Richard, étudiant
- 1939 : Une grande vie (Большая жизнь, Bolchaïa jizn) de Leonid Loukov : Aliocha
- 1940 : Le Membre du gouvernement (Tchlen pravitelstva) d'Iossif Kheifitz : Petka
- 1941 : Fille du marin (Dotch moriaka) de Gueorgui Tassine : Kroutikov
- 1941 : La Brouille des deux Ivan (Kak possorilis Ivan Ivanovitch s Ivanom Nikiforovitchem) d'Andreï Koustov et Anissim Mazour : Nicolas Gogol
- 1943 : Le Prince et le Pauvre (Prints i nichtchi) d'Erast Garine : Hugo
- 1943 : Lermontov (Лермонтов) d'Albert Gendelstein : Lermontov
- 1944 : Nous, de l'Oural (My s Ourala) de Lev Koulechov : Kouzia Zavarine
- 1945 : Eto bylo v Donbasse
- 1946 : Morskoy batalion : le sergent Frolkine
- 1946 : Une grande vie (partie 2) : Aliocha
- 1946 : Sinegoria (Синегория) d'Erast Garine : Khodoulia
- 1947 : Cendrillon (Золушка) de Nadejda Kocheverova et Mikhaïl Chapiro (ru) : le prince
- 1947 : Le Printemps (Весна, Vesna) de Grigori Alexandrov : acteur
- 1947 : L'Institutrice du village (Selskaya outchitelnitsa) de Marc Donskoï : Kolia Charyguine
- 1951 : Tarass Chevtchenko d'Igor Savtchenko : Kourotchkine
- 1959 : Pères et Fils (Otsy i deti) d'Adolf Bergunker : Nikolaï Kirsanov
- 1960 : Fils d'Iriston (Syn Iristona) de Vladimir Tchebotarev : Alexandre Mikhaïlovitch Opekouchine
- 1964 : Un miracle ordinaire (Обыкновенное чудо, Obyknovennoïe tchoudo) d'Erast Garine : le magicien
- 1969 : Le Retour de l'Olympe
- 1986 : Schastliv, kto lioubil
- 1989 : Vam chto, nacha vlast ne nravitsia?!
- 1990 : Les Funérailles de Staline (Pokhorony Stalina)
- 1990 : La Désintégration : le vieil homme

### Doublage
- 1947 : Pour toi, Moscou (Тебе, Москва!) de Grigori Lomidze : narrateur (film d'animation)
- 1947 : Alicher Navoï de Kamil Yarmatov : Mir Alicher Navoï (voix)
- 1952 : La Fleur écarlate (Аленький цветочек, Alenki tsvetotchek) de Lev Atamanov : prince (film d'animation)
- 1957 : Écharde (აბეზარა) de Nikoloz Sanishvili : Georgy (voix)
- 1959 : Le Château d'ambre : (voix) (film d'animation)
- 1959 : L'Anniversaire (Den rozhdenia) de Valentina et Zinaida Brumberg : Taureau  (film d'animation)
- 1960 : Résurrection (Воскресение, Voskresenie) de Mikhaïl Schweitzer : narrateur
- 1963 : Fille du soleil (Дочь солнца, Doch solntsa) d'Alexandra Snejko-Blotskaïa : Etuvgi  (film d'animation)
- 1963 : Les Trois Gros (Три толстяка, Tri tolstyaka) de Valentina et Zinaida Brumberg : Tibul  (film d'animation)
- 1964 : Le Vaillant Petit Tailleur (Khrabriy portnyazka) de Valentina et Zinaida Brumberg : (voix)
- 1964 : Moscou-Gênes (Москва — Генуя) : narrateur (voix)
- 1965 : Nargis de Vladimir Polkovnikov : Suria  (film d'animation)
- 1967 : Le Coq d'or (Skazka o zolotom petushke) d'Alexandra Snejko-Blotskaïa : narrateur  (film d'animation)
- 1967 : Petite machine à remonter le temps (Mashinka vremeni) de Valentina et Zinaida Brumberg : voix
- 1968 : Le chat qui s'en va tout seul (Kot, kotoryy gulyal sam po sebe) : voix
- 1969 : La Princesse dédaigneuse (Капризная принцесса, Kapriznaya printsessa) de Valentina et Zinaida Brumberg : chevalier (film d'animation)
- 1971 : Argonautes (Argonavty) de Alexandra Snezhko-Blotskaya : Jason (film d'animation)
- 1972 : Le Fantôme de Canterville (Kentervilskoe prividenie) de Valentina et Zinaida Brumberg : Lord (film d'animation)
- 1974 : Prométhée (Прометей, Prometei) d'Alexandra Snejko-Blotskaïa  : Prométhée (film d'animation)
- 1976 : Le Stoïque Soldat de plomb (Stoikiy olovyannyy soldatik) de Lev Miltchine : narrateur
- 1985 : Dit d'Evpati Kolovrat (Сказ о Евпатии Коловрате, Skaz o Evpatii Kolovrate) de Roman Davydov : Batu (film d'animation)